# برانیسلاو کامینسکی
برانیسلاو ولادیسلاوویچ کامینسکی (به روسی: Бронисла́в Владисла́вович Ками́нский) در سال ۱۸۹۹ میلادی در امپراتوری روسیه از خانواده‌ای نیمه لهستانی و نیمه آلمانی به دنیا آمد. او در سنت پترزبورگ به دانشگاه رفت و در هنگام انقلاب روسیه در کنار واحدهای ارتش سرخ جنگید. در دوران استالین به دلیل انتقاد از سیاست‌های استالین عنوان ضدانقلاب یافت و تا سال ۱۹۴۱ در زندان بود.
با تهاجم آلمان به شوروی او به همکاری با نیروهای آلمان پرداخت و با تأسیس واحدی از نیروهای روس طرفدار آلمان به عملیات ضد پارتیزانی و نبرد با ارتش سرخ پرداخت. در جریان قیام ورشو، واحد اس اس تحت امر او مسئول بعضی از دهشتناک‌ترین قتل‌عام‌ها و کشتارها علیه مردم شهر بودند. در انتها کامینسکی به بهانه دزدیدن اموال در دادگاه نظامی به اعدام محکوم شد و در ۲۸ اوت ۱۹۴۴ در ووچ تیرباران شد.